# Stanisław Stec
Stanisław Stec (Jazowsko; 22 de Março de 1941 — ) é um político da Polónia. Ele foi eleito para a Sejm em 25 de Setembro de 2005 com 9944 votos em 38 no distrito de Piła, candidato pelas listas do partido Sojusz Lewicy Demokratycznej.
Ele também foi membro da Sejm 1993-1997, Sejm 1997-2001, and Sejm 2001-2005.